# Nocturns op. 15 (Chopin)

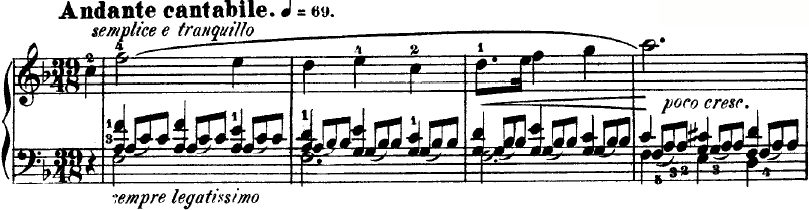
Inici del "Nocturn op. 15, núm. 1, en fa major".

Els Nocturns op. 15 són un conjunt de tres peces compostes per Frédéric Chopin entre 1830 i 1833. L'obra va ser publicada pel gener de 1834 i la va dedicar al seu company, amic i compositor, Ferdinand Hiller. Chopin va compondre l'opus 15 pràcticament al mateix temps que els seus Estudis op. 10 i molt poc després dels Nocturns op. 9. Malgrat el poc temps que hi ha des de la composició de l'opus 9, ja mostren un considerable avanç estilístic. L'èmfasi en aconseguir desenvolupar un estil més de saló, tan important en les primeres etapes de Chopin, és deixat de banda en favor d'un estil més personal.

## Nocturn op. 15, núm. 1

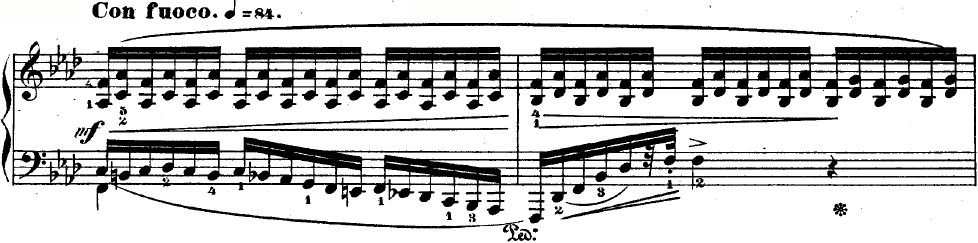
El segon tema del "Nocturn op. 15, núm. 1".

Escrit en fa major, presenta una forma ternària simple ABA, com la majoria dels nocturns de Chopin. La primera part, A, està en fa major i una indicació de tempo Andante cantabile. La part B, la secció central, es troba en la seva tonalitat homònim menor, fa menor; aquesta secció és més ràpida, ja que té la indicació Con fuoco. És d'una dificultat mitjana i no afegeix una gran ornamentació.

## Nocturn op. 15, núm. 2

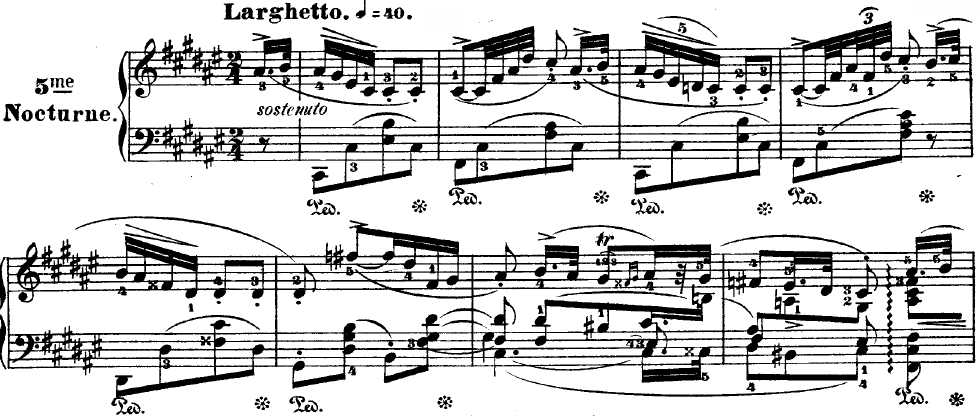
Inici del "Nocturn op. 15, núm. 2, en fa sostingut major".

Aquest nocturn fou compost en 1832 i està en la tonalitat de fa sostingut major. És una peça tècnicament difícil, amb la típica estructura de molts dels nocturns de Chopin, la forma ABA. La mètrica és de compàs 2/4. La primera secció,  Larghetto, compta amb una intricada melodia, elaborada ornamentalment sobre un baix amb un ritme de corxeres. La segona secció, amb la indicació de doppio movimento (doble velocitat), s'assembla a un scherzo amb semicorxeres en la melodia melodia i la veu greu de la mà dreta, i grans salts (grans intervals) en el baix. La secció final és una versió abreujada dels primers compassos (es condensa en 14 compassos en lloc de 24), amb cadències i una elaboració característica, finalitzant la peça amb un arpegi en fa#.

## Nocturn op. 15, núm. 3

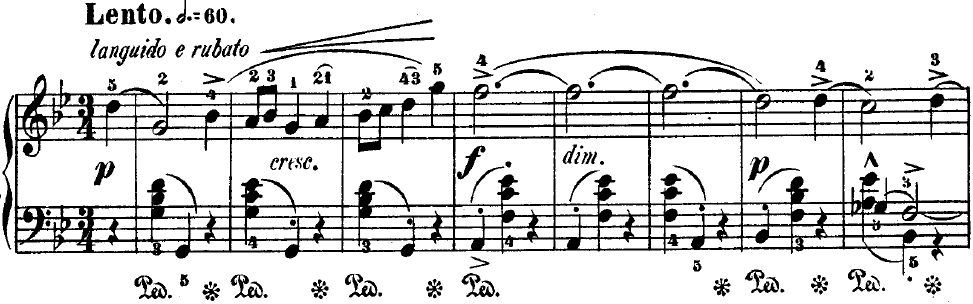
Inici de "Nocturn op. 15, núm. 3, en sol menor".

El tercer nocturn de Op. 15 està escrit en la tonalitat de sol menor, és un dels més famosos de Chopin. Amb el temps s'ha convertit en una de les peces preferides tant per estudiants com per professionals a causa de la seva facilitat. Està escrit en un compàs de 3/4, comença amb tempo lento i amb una indicació de languido e rubato. La mà dreta es compon de frases de corxeres i negres seguides per ascensos i descensos cromàtics. La mà esquerra, per la seva banda, es manté fent negres que serveixen d'acompanyament a la dreta. Hi ha marques de pedal cada sis notes, és a dir, cada dos compassos. A la part del final de la peça, amb la indicació de religioso, s'utilitzen acords legato per a la mà dreta. En aquest nocturn són molt notables els contrastos en la dinàmica, passant de fortissimo a pianissimo.
La peça s'allunya de la freqüent forma ternària dels nocturns de Chopin. La part final no només no està relacionada quant a la temàtica amb la secció inicial, sinó que a més es troba en una tonalitat diferent, fa major. És cert que en els últims quatre compassos Chopin torna a sol menor, però l'acord final és major, una característica comuna en els nocturns de Chopin.
Sembla que aquest nocturn va estar influenciat per una interpretació de Hamlet de Shakespeare a la qual va assistir Chopin. En el manuscrit original del nocturn, Chopin va afegir: «Després d'una interpretació de Hamlet»; però després va ratllar el comentari i el substituir per un «Que ho descobreixin ells mateixos». Es pot apreciar fàcilment l'aire tràgic de l'obra de l'escriptor anglès recollida musicalment en aquest nocturn. Chopin abandona en aquest cas el virtuosisme i prefereix explorar la desesperança psicològica.